# Limnophila (Limnophila) cancellata
Limnophila (Limnophila) cancellata is een tweevleugelige uit de familie steltmuggen (Limoniidae). De soort komt voor in het Neotropisch gebied.